# 양귀비 (1955년 영화)
《양귀비》(楊貴妃, The Empress Yang Kwei Fei)는 홍콩에서 제작된 미조구치 겐지 감독의 1955년 드라마 영화이다. 다이에이 필름과 홍콩의 Shaw & Sons(쇼브라더스의 전신)의 공동 제작이다. 쿄 마치코 등이 주연으로 출연하였고 나가타 마사이치 등이 제작에 참여하였다.

## 출연

### 주연
- 쿄 마치코
- 모리 마사유키

### 조연
- 야마무라 소
- 신도 에이타로
- 오자와 에이타로
- 스기무라 하루코
- 미나미다 요코
- 미야케 본타로
- 이시구로 타츠야

## 기타
- 조연출: 마스무라 야스조